# Guyana en los Juegos Olímpicos de Múnich 1972
Guyana estuvo representada en los Juegos Olímpicos de Múnich 1972 por tres deportistas masculinos que compitieron en dos deportes.
El equipo olímpico guyanés no obtuvo ninguna medalla en estos Juegos.